# 香港科學青苗獎
香港科學青苗獎是一個由香港教育統籌局資優教育組、香港數理教育學會、香港教育工作者聯會、香港資助小學校長會與香港中文大學教育學院校友會聯合舉辦的比賽，目的是為了培育高小及初中的資優學生，以專題研習的形式，培養他們作科學探究所需要的技巧及態度，諸如：解難技巧、協作技巧、审辩式思维、創意與溝通能力等多方面的能力。

## 第二屆賽事型式
- 初賽:提交《未來世界難題解決方案》
- 準決賽:進行紙筆式的科學知識和解難評估, 及回答評判對《未來世界難題解決方案》的提問
- 決賽:訪問本地科學家，並完成一份800字(中學組)/500字(小學組)的書面報告，以及向評判進行口頭匯報

第二屆賽事的總決賽於2006年5月13日完滿結束，這次比賽的十隊入圍決賽的參賽隊伍，比賽單位會對他們再加以培訓，以代表香港參加國際初中科學奧林匹克比賽。不過事後有參與學校指這次比賽的題目設定及指引有欠清晰，期望來屆能夠加以完善。

## 參看
- 陳沛田先生：教統局總課程發展主任(資優教育)

## 外部連結
- 2005香港科學青苗獎網址 （页面存档备份，存于）
- 2006國際初中科學奧林匹克 （页面存档备份，存于）